# Teen Days
Teen Days is een Italiaanse animatieserie, voortgekomen uit een idee van Elena Mora. De serie werd geproduceerd door Angelo Poggi, in coproductie met Cartoon One en Rai Fiction. De serie, gericht op muziek, staat vol met nummers geschreven door Giovanni Cera en Angelo Poggi.
De eerste 13 afleveringen werden vanaf 26 januari 2010 uitgezonden op Rai 2 op dinsdag en donderdag om 07:25 uur, terwijl de resterende 13 afleveringen vanaf 2 augustus 2010 werden uitgezonden op maandag tot en met vrijdag, om 9:40 uur. Elke aflevering duurde ongeveer 26 minuten.
De serie werd genomineerd voor de New York Kidscreen Award voor Best Television Series.
Op basis van de serie werd ook een animatiefilm van 91 minuten genaamd Teen Days: The Movie gemaakt.

## Geanimeerde film
- Teen Days: The Movie (2018), op basis van afleveringen 1, 2, 3 en 20

## Bron
- Dit artikel of een eerdere versie ervan is een (gedeeltelijke) vertaling van het artikel Teen Days op de Italiaanstalige Wikipedia, dat onder de licentie Creative Commons Naamsvermelding/Gelijk delen valt. Zie de bewerkingsgeschiedenis aldaar.